# ГЕС-ГАЕС Агієйра
ГЕС-ГАЕС Агієйра (порт. Barragem da Aguieira) — гідроелектростанція у центральній частині Португалії. Розташована на північний схід від міста Коїмбра на річці Мондегу, яка тече з гір Серра-да-Ештрела в Атлантичний океан. Знаходячись вище від ГЕС Raiva, є верхнім ступенем у каскаді на Мондегу (якщо не враховувати розташованої ще вище малої станції Pateiro потужністю всього 0,3 МВт або ГЕС Caldeirão потужністю 40 МВт, спорудженої на правій притоці Мондегу).
У межах проєкту річку перекрили бетонною арковою греблею висотою 89 метрів та довжиною 400 метрів, яка потребувала 365 тис. м3 матеріалу. Вона утримує водосховище площею поверхні 20 км2 та об'ємом 423 млн м3 (корисний об'єм 304 млн м3), з нормальним коливанням рівня між позначками 100 та 117 метрів НРМ (у випадку повені припускається підвищення рівня до позначки 126 метрів).
Розташований біля греблі машинний зал обладнано трьома оборотними турбінами типу Френсіс потужністю по 112,4 МВт у турбінному та 91 МВт у насосному режимах. Вони працюють при напорі від 53 до 72 метрів та забезпечують виробництво 210 млн кВт·год електроенергії на рік.
Зв'язок з енергосистемою здійснюється по ЛЕП, що працює під напругою 230 кВ.